# ولاية غزني

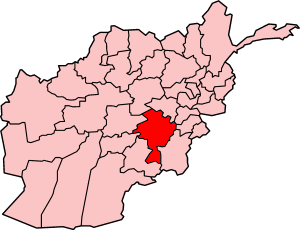
موقع ولاية غزني

ولاية غزني (بالفارسية: غزنى) هي إحدى الولايات الـ34 في أفغانستان. تقع في شرق البلاد. عاصمتها غزنة وأهم مدنها هي: جيلان (أفغانستان). تقع الولاية على الطريق المهم الذي يربط كابول بقندهار، وتاريخياً كانت مركز تجارة مهم بين المدينتين. ومن أشهر مديرياتها مديرية جيلان الأفغانية. تحتوي على أكثر من ألف قرية، ويسكنها حوالي 1.3 مليون نسمة.

## التاريخ
فی القرن السابع قبل الميلاد، کانت غزني مرکزاً للديانة البوذية ولکن في عام 683 بعد الميلاد، قامت الجيوش العربية بنشر الإسلام في المنطقة وحاولت الاستيلاء علی عاصمة ولاية غزني ولکنها واجهت مقاومة شرسة من قبل العشائر المحلية هناك ومع هذا للأسف قام الصفاريون بتدمير ولاية غزني سنة 869. بعد إعادة بناء المدينة بيد شقيق يعقوب، أصبحت غزني عاصمة مشرقة لـ إمبراطورية الغزنويين من 994 إلی 1160 والتي ضمت أجزاءً واسعةً من شمال الهند، بلاد الفارس وآسيا الوسطی. بدأت حملات الفتح انطلاقاً من غزني والتي شملت معظم أرجاء الهند آنذاك. سعی الغزنويون ببث الإسلام في بلاد الهند ورجعوا مع أدوات قيّمة من هناك.
في عام 1151، تعرّضت غزني لإبادة کاملة من قبل علاء الدين الغوري ولکن سرعان ما ازدهرت وترعرعت ودبّت الحياة فيها مجدداً أما لاحقاً وبالتحديد عام 1221، قام الإمبراطور المجرم جنکيز خان وجيشه المغولي القاهر بـِدکّ وتدمير المدينة برمتها. تشتهر غزني بـمناراتها والتي بُنيت علی شکل کوکبي ويرجع تاريخها إلی منتصف القرن الثاني عشر وهي بـمثابة معالم سرمدية والتي تجسّد مسجد بـهرام شاه.
تـحتضن ولاية غزني ضريح سلطان مـحمود ومقابر أخری تعود للشعراء والعلماء مثل أبو ريحان البيروني وحکيم الصناعي وآثار حضارية مدمرة ترسم الشکل المعماري التقليدي للإقليم وتختصر في بُرجين ذاتا ارتفاع يبلغ 43 متراً (140 قدماً) وعلی بُعد 365 متر (1200 قدم) من بعضها البعض وحسب النصوص التاريخية فقد تم بنائهما بيد محمود الغزنوي ونـجله.
إبان الحرب الأفغانية الإنجليزية الأولى، قامت القوات البريطانية باقتحام مدينة غزني واستولت عليها في 23 يوليو/تموز 1839 ولکن مع مرور الزمن وبالتحديد في التسعينيات ومع اتساع رقعة القتال بين حرکة طالبان الأفغانية ومقاتلي تحالف الشمال في أفغانستان، تعرّض التراث الثقافي في غزني لمخاطر.
تتواجد في غزني کثافة سکانية من الهنود والسيخ وإبّان حکومة طالبان، أُجبر هولاء بالرحيل إلی خارج البلاد وسرعان ما رجعوا إليها بعد مجيء الإدارة الأفغانية المؤقّتة للحکم.
بعد الغزو الأمريکي لأفغانستان في أکتوبر/تشرين الأول 2001، تم إنشاء فريق إقليمي لإعادة بناء غزني بالإضافة إلی قاعدة عسکرية للناتو أي منظمة حلف الشمال الأطلسي والتي تطارد مقاتلي طالبان وفلول القاعدة ممن يُشتبه بتورطهم في قتل مؤظفين حکوميين ومدنيين أفغان وکذلك قوات الاحتلال بزعامة الولايات المتحدة.

## الوضع السياسي والأمني
علی غرار الوضع في أقاليم الجنوب الأفغاني، فإن غزني تتمتع بوضع أمني هادیء نسبيّاً من وقت لآخر ولکنها تشهد عمليات قتالية وقصف جوي تقوم بها طائرات التحالف وأحياناً ترد أنباء عن سقوط مديريات وقرى ريفية تحت أيدي مقاتلي طالبان.
في أبريل/نيسان 2007، استولت طالبان علی مديرية کـيرو وأردوا حاکمها قتيلاً ولکنها انسحبت من البلدة بعد يوم من العمليات الخاصة هناک وفي يوليو/تموز 2007 خطفت الحرکة 23 متطوعاً کورياً جنوبياً وقتلت إثنين منهم بينما تم تحرير بقية الرهائن لديها في وقت لاحق.

## الکوارث الطبيعية
في السنوات الأخيرة حاقت بـغزني کوارث جمة شملت الجفاف والفيضانات وتسببت في إلحاق أضرار بالغة بـمباني حکومية ومنازل للسکان.

## الحکومة
الحاکم السابق للولاية هو الدکتور محمد عثمان عثماني بينما الحالي هو محمد إسحاق آخوند زاده (نوفمبر 2021-).
التشکيلة السکانية والجغرافيا:
| الرقم | المديرية   | عاصمة المديرية | نسبة العرقية (%)                                         |
| ----- | ---------- | -------------- | -------------------------------------------------------- |
| 1     | آب بند     | حاجي خيل       | البشتون – 100%                                           |
| 2     | اجرستان    | سنکر           | البشتون – 97%، الهزارة – 3%                              |
| 3     | انـدر      | ميري           | البشتون – 100%                                           |
| 4     | ديه يک     | رامک           | الهزارة – 89 %، البشتون – 11%                            |
| 5     | کيلان      | جندة           | البشتون – 100%                                           |
| 6     | مدينة غزني | غزني           | الطاجيک – 50%، البشتون – 25%، الهزارة – 20%، الهنود – 5% |
| 7     | کيرو       | بناه           | البشتون – 100%                                           |
| 8     | جاغوری     | سنک ماشة       | الهزارة – 100%                                           |
| 9     | خوکياني    | خوکياني        | البشتون – 99.9%، الهزارة والطاجيک والأوزبک – 0.1%        |
| 10    | خواجة عمري | خواجة عمري     | الهزارة – 100%                                           |
| 11    | مالستان    | مالستان        | الهزارة – 100%                                           |
| 12    | جغتو       | كلبوري         | الهزارة – 90%، البشتون 10%                               |
| 13    | مقر        | مقر            | البشتون – 99%، الهزارة والطاجيک – 1%                     |
| 14    | ناوة       | ناوة           | البشتون – 100%                                           |
| 15    | ناور       | دو آبي         | الهزارة – 100%                                           |
| 16    | قرة باغ    | قرة باغ        | البشتون – 55%، الهزارة – 45%                             |
| 17    | راشدان     | راشدان         | البشتون – 70%، الهزارة – 30%                             |
| 18    | واغظ       | واغظ           | الأکثرية للبشتون                                         |
| 19    | زنة خان    | ددو            | البشتون – 100%                                           |